# Batalla de Sanancajas
La Batalla de Sanancajas o del Chimborazo (23 de enero de 1899) fue un enfrentamiento militar librado en el contexto de las luchas de poder entre conservadores y liberales por el gobierno de la República del Ecuador. Fue la mayor y última gran batalla librada de la guerra civil comenzada en 1895.

## Antecedentes
Tras la capitulación de las últimas fuerzas realistas en 1822, la Audiencia de Quito quedó bajo la influencia de Simón Bolívar (1783-1830), quien tenía un prestigio que le permitió sumarla fácilmente a su proyecto: la República de la Gran Colombia, Estado unitario, centralista y muy presidencialista (especialmente tras el Congreso de Cúcuta de 1821, cuyos partidarios defendían porque los anteriores intentos federalistas entre 1810 y 1819 habían fracasado y se necesitaba una autoridad central fuerte que dirigiera la guerra inconclusa contra el Imperio español; mientras los federales aducían que la única forma educar cívicamente al pueblo y limitar el poder de los gobernantes era teniendo sus propios gobiernos locales). Sin embargo, en 1830, ante el evidente fracaso del proyecto bolivariano las élites de la Audiencia decidieron seguir su propio camino. Los ya llamados ecuatorianos crearon inmediatamente un Estado centralista y unitario porque se sabían disputados por dos grandes repúblicas sucesoras de poderosos virreinatos (Lima y Santafé de Bogotá) y por caudillos que ambicionaban un gobierno absoluto propio. De hecho, una de las causas para sumarse tan rápido a la Gran Colombia fue evitar verse involucrados en guerras civiles o internacionales.
Desde su independencia, en Ecuador había predominando los conservadores, destacando las figuras de Juan José Flores (1800-1864) y Gabriel García Moreno (1821-1875), quienes controlaron el país entre 1830-1845 y 1859-1875 respectivamente. Los conservadores se apoyaban en los latifundistas de la sierra interior, permitiéndoles movilizar las masas indianas a su favor. Los liberales, por el contrario, se componían de hacendados, comerciantes y banqueros de la costa. Cerca del 90% de la población eran indios y mestizos atados al dominio y explotación de grandes familias de terratenientes criollos. Ese dominio de hacendados serranos y oligarcas costeros impidió la ascensión social del campesinado. El «conservadurismo» del país impidió atraer inmigrantes, capitales extranjeros o cultura europea, en definitiva, impedía abrir el país a elementos que lo modernizarían según la lógica de la época. Las únicas políticas sociales significativas (todas apoyadas desde el litoral) fueron la abolición de la esclavitud (1852) o del tributo indiano (1857), la reforma liberal (1895) o la supresión de la prisión por deudas (1918).
Las grandes urbes de Cuenca, Guayaquil y Quito actuaban como verdaderas «potencias enemigas» en palabras de Bolívar. Los conservadores tendían a respaldarse en la Iglesia católica en Cuenca y Quito, mientras los liberales usualmente se organizaban a través de logias masónicas en Guayaquil. Debe mencionarse que dentro de la Iglesia ecuatoriana había un conflicto interno por la preeminencia entre las autoridades cuencanas y quiteñas, debilitándola frente al laicismo adoptado desde muy temprano por los guayaquileños. Los conflictos entre el departamento de Quito y los de Azuay y Guayaquil empezaron ya en el Congreso Constituyente de 1830 con el número de diputados. Las regiones de la sierra querían una representación proporcional según la demografía (lo que les favorecía por tener la mayoría de la población), mientras que las dos últimas deseaban representación igualitaria (Guayaquil tenía apenas un décimo de los habitantes). Se acordó diez diputados por departamento, se salvaba al naciente país de la «amenaza de desintegración» y quedaba claro que «la representación de las provincias a través de ellos es un asunto de poder».
El centralismo fue visto como el único medio para dar una unidad nacional a la joven república, pero ese Estado se mostró distante, ineficiente y corrupto, con reformas paralizadas, arcas fiscales siempre vacías y un sistema político deslegitimado, llevando a enfrentamientos con las élites regionales que buscaban mayor autonomía según la idea de una «nación policéntrica», considerándose representantes de focos federalistas y defensores de los intereses económicos de cada zona del país (Guayaquil productora de cacao, Cuenca de cascarilla y Quito de cueros y textiles), generando la «cuestión regional». Nació una dinámica constante de «oposición centro-periferia» (sierra frente a costa y Amazonia), pero también de conflictos al interior de las regiones, entre provincias (por ejemplo, Manabí frente a Guayas) o entre ciudades de una misma provincia (por ejemplo, Quito frente a Santo Domingo). La disputa entre unitarios y regionalistas llegó a su clímax en 1859, cuando las oligarquías de Guayaquil, Cuenca y Loja formaron sus propios gobiernos en disputa con el oficial de Quito y «pusieron al país al borde de su extinción». Un año después se impuso definitivamente García Moreno, quién creó un Estado fuertemente centralista y una «"república sui géneris", que fundió al Estado y teocracia».
Tras la victoria de García Moreno Cuenca quedó como el tercer poder regional, pero incapaz de enfrentar a los hacendados de Quito. Solo los agroexportadores, banqueros y comerciantes del puerto de Guayaquil, núcleo económico del país, podían hacerlo. Estos últimos formaron sus propios clanes que concentraron el poder sobre la ciudad y alentaron continuamente proyectos federalistas, autonomistas y hasta independentistas.

## Curuchupadas
Tras la llegada al poder del liberal Eloy Alfaro (1842-1912) en 1895, vencedor de una breve guerra civil, los conservadores derrotados y exiliados en Colombia lanzaron una serie de incursiones, llamadas curuchupadas, con apoyo del gobierno conservador de Bogotá. Una de estas curuchupadas, encabezada por el general José María Sarasti (1837-1926) y el coronel Ángel Emilio María Terán Jácome (1863-1911), entró en Ecuador a finales de 1898. Mientras, un gobierno conservador en el exilio se formaba en San Juan de Pasto, encabezado por el doctor Aparicio Rivadeneira Ponce al que las guerrillas eran leales.
A finales de diciembre de 1898 las partidas de guerrilleros conservadores, con numerosos soldados colombianos, empezaron a reunirse hasta formar una fuerza considerable, lo suficiente a los ojos de sus jefes como para derribar al gobierno. Más de 3000 conservadores entraron en la provincia de Chimborazo.
Entre tanto, tropas liberales intentaron cortar el avance de varias partidas guerrilleras hacia Riobamba, cuyas acciones bélicas fueron aumentando durante el mes de enero de 1899. Estas eran particularmente intensas en el centro del país, donde los guerrilleros conservadores –autodenominados «restauradores»– eran apoyados por la masa popular, exasperada por la represión del gobierno, y estaban decididos a tomar Riobamba. Los liberales eran asediados y en todas partes intentaban evitar que los guerrilleros juntaran sus fuerzas. Aparentemente tenían éxito. El 7 de enero de 1899 el coronel Rafael Arellano del Hierro (1830-1916) los enfrentaba en Taya, cerca de Tulcán.
Sin embargo, los sucesos de Riobamba eran una mera distracción; la mayor concentración de conservadores marchaba hacia Sanancajas. Primero entraron en Latacunga el día 15 y en Mocha el 16. Por su parte, los irregulares de los coroneles Antonio Grijalba Patiño y Ricardo Cornejo tomaban Cayambe y amenazaron Quito con mil hombres, que estaba desguarnecida, pero sorprendentemente no la asaltaron. Mientras el gobierno de Rivadeneira preparaba un contingente de refuerzo para apoyarlos.

## La batalla
La jornada del 22 de enero fue fría y lluviosa, bañando al páramo de Sanancajas, que se ubica entre las faldas orientales del Chimborazo y las occidentales del Igualata. Había una densa bruma que dificultaba la vista y fuertes vientos. Fue entonces que llegaron los conservadores y se les sumaron casi mil «pupos» -soldados del Carchi– de Grijalba y Cornejo. Poco después llegó Melchor Costales con doscientos seguidores de la columna Tungurahua y otras partidas de Cuenca, Latacunga, Ambato, Guaranda, Azogues y, principalmente, Riobamba. Los jefes establecieron su cuartel general en la hacienda Chuquipoguio, donde pasaron la noche.
Sus poco más de 1300 soldados estaban en inferioridad numérica y no tenían artillería, pero confiaban en su caballería ligera de ejemplares huayrapongos –nombre de los caballos de los páramos– y ruchis –caballo pequeño pero fuerte, usado en labores de la sierra ecuatoriana– podría maniobrar mejor en los pajonales húmedos y los lomeríos del páramo. Sus enemigos, los liberales, ocuparon Mocha y se prepararon para la batalla. Sabían que contaban con una buena artillería y como tenían 2000 hombres estaban en ventaja. Sus líderes eran Arellano, ahora general, y Francisco Hipólito Moncayo (1838-1911).
Según los testimonios, el frío intenso y la tensión acumulada llevaron a los soldados a empezar a actuar en plena madrugada. Los artilleros liberales empezaron a desplazarse a las alturas a la vez que veían a los infantes conservadores ocupar las alturas y alrededor construir trincheras. El combate comenzó casi a las diez de la mañana, en un punto llamado Huasi Loma, donde la vanguardia conservadora atacaba y la división del centro la apoyaba con un ataque por el flanco izquierdo. Pronto la posición cayó y los liberales empezaron a retroceder, sin embargo, antes que pudieran asegurar la posición. Una vez agotadas las municiones de los fusiles ambas fuerzas cargaron con bayonetas por controlar la posición. Decisiva resultó la acción de la artillería liberal, que en esos momentos empezó a bombardear a las tropas enemigas, haciendo pedazos sus sucesivas líneas defensivas alrededor de Huasi Loma. Desbaratados, los conservadores escaparon a los pastizales cercanos, pero la persecución incansable de los liberales les impidió reagruparse.

## Consecuencias
Viendo perdida la batalla, Sarasti escapó a la hacienda de Patate, que consideraba una fortaleza segura, con su gran hondonada y el río homónimo alrededor. La mayoría de los jefes huyeron a Chuquipogio, luego a Riobamba y a Guano, donde cada uno decidió su propia suerte. Sólo el general Pedro Ignacio Lizarzaburu (1834-1902), aquejado de diabetes, intentó reorganizar a las tropas pero fue capturado. Algunos soldados conservadores intentaron resistir con fusiles, machetes, palos, piedras o las manos mientras se retiraban por las breñas y pajonales de la zona, dispersándose por los poblados cercanos. Algunos, los que mejor conocían la comarca, buscaron escondites de sus armas y municiones, a la espera de una nueva oportunidad para sublevarse.
El combate resultó con 437 muertos, 150 heridos y 500 prisioneros para los conservadores. Los capellanes conservadores y los presbíteros de los pueblos cercanos vagaron durante varias horas en los pueblos de alrededor, dando la extremaunción a los moribundos.
La victoria aseguro el gobierno liberal hasta la 1901, cuando se produjo la división interna entre Alfaro y Leónidas Plaza Gutiérrez (1865-1932). La «cuestión social» quedaría relegada en el país hasta la Revolución Juliana del 9 de junio de 1925, con una serie de medidas fuertemente boicoteadas por la tradicional élite de políticos y empresarios que poco ayudaron a modernizar el país.